# ویشواروپام (فیلم ۱۹۸۰)
ویشواروپام یک فیلم بلند تامیلی محصول سال ۱۹۸۰ کشور هند به کارگردانی ای‌سی‌تریلوکاچاندر برای پادمالایا پیکچرز متعلق به کریشنا است. نقش‌های اصلی این فیلم را شیواجی گانسان، سریدوی و سوجاتها بازی می‌کنند.

## بازیگران
- سیواجی گانسان
- سوجاتها
- سری دوی